# Microcosmus polymorphus
Microcosmus polymorphus är en sjöpungsart som beskrevs av Heller. Microcosmus polymorphus ingår i släktet Microcosmus och familjen lädermantlade sjöpungar. Inga underarter finns listade i Catalogue of Life.